# Джордж Бовелл
Джордж Річард Лайкотт Бовелл (англ. George Richard Lycott Bovell, нар. 18 серпня 1983, Порт-оф-Спейн) — тринідадський плавець. Учасник п'яти Олімпійських ігор, призер Олімпійських ігор і чемпіонатів світу.

## Життєпис
Джордж Бовелл народився 18 серпня 1983 року на острові Тринідад. Його мати — Барбара Бішоп, відома спортсменка, учасниця Олімпіади в Мюнхені. Молодший брат Нік Бовелл 2008 року виступав на Олімпіаді в Пекіні у плаванні на дистанції 200 метрів комплексом.
На Олімпійських іграх Бовелл дебютував у 2000 році. У Сіднеї він виступав на трьох дистанціях, але на жодній з них не вийшов у наступну стадію (найкращий результат — 26-те місце на дистанції 200 метрів комплексом).
На початку 2004 року Бовелл встановив світовий рекорд у плаванні на 200 метрів комплексом у 25-метровому басейні. Його досягнення (1:53.93) протрималося півтора року, поки наприкінці 2005 року його не перевершив угорець Ласло Чех.
В Афінах тринідадець виступив також у трьох видах плавальної програми. На дистанціях 100 і 200 метрів вільним стилем він пройшов попередній раунд, але обидва рази вибував з боротьби у півфіналах, посівши два одинадцятих місця. Зате на дистанції 200 метрів комплексним плаванням він не лише потрапив у фінальний заплив, але ще й завоював бронзову медаль, поступившись лише Майклові Фелпсу і Райанові Лохте. Ця медаль стала першою нагородою в олімпійській історії Тринідаду і Тобаго, завойованою в плаванні, а також єдиною нагородою команди на Олімпіаді в Афінах.
На Олімпіаді в Пекіні Бовелл був прапороносцем збірної на церемонії відкриття і виступив у двох видах програми. На стометрівці вільним стилем він показав 20-ий час і не пройшов навіть у півфінал, а на вдвічі коротшій дистанції завершив виступ на стадії півфіналу.
2012 року Бовелл уперше в кар'єрі завоював медаль чемпіонату світу на короткій воді, а 2013 року виборов бронзу ще й у п'ятдесятиметровому басейні.
На четвертій у кар'єрі Олімпіаді змагався на дистанції 100 метрів на спині, де посів низьке 29-те місце. На дистанції 50 метрів вільним стилем Бовелл показав найкращий час у попередньому запливі, але в подальшому не зміг покращити свої секунди. Він зміг пробитися у фінал, але завершив його на сьомій позиції.
Джордж Бовелл часто бере участь у різних благодійних акціях. Так 2013 року він разом з угандійським плавцем Максом Каньярезі взяв участь у акції «Плавання проти малярії». Також займається тренуванням молодих плавців у себе на Батьківщині.